# 深水埗體育會足球隊

深水埗體育會現時的會徽，足球隊擁有獨立徽章前所使用的隊徽。

深水埗體育會足球隊（Sham Shui Po Sports Association Ltd.），為香港深水埗區的一個體育組織，並獲深水埗區議會指定為代表該區參賽球隊，現時於香港甲組聯賽角逐。
球隊於2009-2010年度，首次奪得香港丙組(地區)聯賽冠軍及丙組總冠軍，升上乙組作賽。2010-2011年度再奪得乙組聯賽冠軍，首次升上甲組聯賽。2011–2012年，於甲組聯賽得六分降班。
深水埗於2021-2022球季奪得香港甲組聯賽盃亞軍，並於2022-23球季首次升上香港超級足球聯賽。

## 球隊歷史
深水埗足球隊在深水埗區議會及地區人士的支持下，於2002年成立，並於2002-2003年度球季，加入香港丙組(地區)聯賽，旨在為隊內年青球員提供更多比賽機會。
2008–09年度香港丙組(地區)聯賽，深水埗在教練李志堅帶領下，擁有方栢倫、梁冠聰及陳肇鈞等香港U20青年軍代表，顯示出爭升班實力。深水埗由季初開始一直名列前茅，可惜在2009年3月8日上演的亞軍爭奪戰，以2–4不敵西貢，全季成績與西貢同樣是10勝3和1負得33分，深水埗因對賽成績較差，最終只得第三名，因而錯失丙組總決賽參賽資格。同屆初級銀牌，深水埗取得不俗成績，於決賽力戰下以0–2不敵沙田，屈居亞軍。深水埗因此取得足總盃參賽資格。於5月16日在旺角球場舉行的足總盃初賽，越級挑戰甲組球隊謝菲聯，法定時間90分鐘踢成2–2平手，加時後以3–5落敗出局。
在2009–10年度球季，深水埗除了保留原有主力方栢倫、梁冠聰及陳肇鈞等港青代表，還羅致了前一屆效力康宏晨曦的前香港足球代表隊門將陳家麒，增強球隊防守能力爭取升班。結果深水埗以13戰12勝1和得37分的不敗佳績，首次奪得香港丙組(地區)聯賽冠軍，其後於丙組總決賽3戰全勝，包括以 2–1 擊敗擁有多名前香港足球代表隊成員助陣的東方，勇奪總冠軍，首次升上乙組作賽。
深水埗升上乙組後繼續保持強勢演出，2011年4月3日，深水埗以 3–0 擊敗南區後，以46分居乙組聯賽第 2 位，拋離第3位的駿昇花花6分，提前取得來屆升上甲組的資格。4月13日，深水埗以 3–0 擊敗南區，提前一輪奪得乙組聯賽冠軍。
深水埗旗下小將於該季的高水準演出，成功引起外界注意。2010年12月3日，香港足球總會公布備戰2012年倫敦奧運足球預賽的香港奧運足球代表隊45人集訓名單，深水埗有多達8名球員入選。另外於2011年1月，旗下球員劉卓軒獲選於到英國倫敦參加「Nike the chance」世界區選拔賽，另3名球員梁冠聰、陳肇鈞、黃威，亦由於三名中國入選球員因簽證問題無法成行，以後補身份入圍，4人一同前赴英國參加選拔。
在贊助商Nike大力支持下，深水埗繼續重用一班90後小將征戰甲組，就算引入外援及具經驗球員，也是要配合本地小將，協助他們發揮自己的能力、特質，同時也會在訓練時間上作安排，為球員度身訂造訓練時間表。
為增強球隊實力，以及帶出以老帶新的效果，球隊於2011–12年度球季開始前羅致前香港隊隊長潘耀焯及卡美路、般尼等澳甲外援。惟球隊在首循環聯賽錄得1和8負得1分的，成績強差人意，潘耀焯更因與教練李志堅不和而轉會天水圍飛馬。其後球隊放棄陣中所有外援，並在2011年10月羅致兩名巴西籍球員Aender Naves Mesquita（中場）和Douglas dos Santos Magalhaes（守門員），球隊把兩人譯名為「比達」和「杜拉格斯」。及後再獲曾在傑志試腳的澳洲球員伊雲斯和前公民球員尼高加盟。並與智利球隊高路高路結盟，引入兩名智利球員。惟種種增兵行動仍無助深水埗脫離降班漩渦，2012年4月21日，該隊以2–1擊敗標準流浪，是深水埗升上甲組後的首場勝仗。球季結束後，深水埗以1勝3和14負得6分的成績，排名榜末，只角逐了一季便要降回乙組作賽。
2013–14年，於乙組，降至丙組。2014–15球季，於丙組獲得第五名。改制下來年在乙組角逐。

### 港甲（2019–2022年）
2019–20甲組球季，因新冠疫情賽季腰斬，得以留級。
2020–21甲組球季，一口氣簽下多人有港超經驗球員加盟包括嚴啟華、梁星耀、許嘉樂、黃耀富、麥富城、陳銘剛、羅港威。
2021–22甲組球季、簽入前飛馬黎格爾、前元朗周泊鈞、前港會李政霆、前愉園馮梓軒四個有港超及港甲經驗球員。加強實力。保持競爭力、爭取港甲前四名。五人隊教練黃耀富轉投愉園體育會。同年6月舉行的香港甲組聯賽盃以B組次名出線，於準決賽以2–1擊敗高力北區殺入決賽，決賽以1–2不敵和富大埔屈居亞軍。球員黃駿軒季尾跳樓自殺。

### 首次升班港超（2022年-2O24年）
2022–23年球季
總教練為潘文迪，教練高俊基轉做球隊總監，助教李向亮負責青訓，球員許嘉樂不隨球隊上港超，轉投甲组九龍城，但在球隊執教5人隊。
2022–23球季，簽入多位具港超經驗的球員。包括龍門屠俊翹，中場劉浩霖，前鋒泰亞高及前鋒鄧子均，希望憑他們經驗以老帶新。
2022年9月4日首次升超主場聯賽。下午三時主場深水埗運動場對香港足球會。開球禮更邀請服務深水埗區多年的立法會議員鄭泳舜先生，球會會長陳平先生及球會主席盧永文先生舉行開球禮。最終賽果深水埗負零比一，輸十二碼，上半球25分鐘。入球球員中鋒基奥。
2022年9月7日，為加強右路防守力，深水埗簽入蒙古鐵衛奥恩博，總監高俊基和主教練潘文迪和他在石硤尾公園舉行首課操練及介紹給他给傳媒履歷。
2022年10月1日，四場比賽一共失二十球入一球，主教練潘文迪和助教陳耀明辭職。陳灏是唯一入球球員。10月3日，深水埗宣布郭嘉諾出任主教練。10月4日主教練郭嘉諾主持首課操練，並宣佈簽入烏克蘭籍外援龍門奧力斯及3號外援中堅史提芬加強後防實力。郭教練更宣佈教練團加入體能教練賴沛憶及運動心理學家鄧皓禮加強球員心理質素和體能。10月12日官方面書正式宣佈外援龍門奧力斯和本土洋將史提芬加盟球會。郭教練還透露正密色新外援中，希望冬季轉會窗，再簽兩至三名外援加強中前場實力。
2022年11月14日，深水埗公佈鄧冠研教練及梁啟賢先生已於上星期正式加盟，鄧教練將擔任助教一職協助主教練嘉諾Sir指導隊內球員，並期望球員有更迅速成長。而啟賢曾於多支港超球隊擔任物資支援工作，熟悉職業球隊運作，在此希望球隊在進一步資源人才優化下，深水埗會有更佳表現同進步。
2023年1月6日，宣佈龍門屠俊翹、後衛諸榮祖、周泊鈞、林俊維、前鋒麥富城離隊。
2023年1月7日，宣佈後衛張志昊和中場波比加盟。
2023年1月8日菁英盃，理文對深水埗賽事，今季第二次打和，零比零兼賽事第一次不失球，賽後隊長之一中堅嚴啟華及前鋒烏哲里宣佈離隊，前者轉行保險行業、後者專心應付學業。
2023年1月11日本會宣佈，正式簽入香港年青中場球員歐健希，韓國藉中場權宰憼，沈云燮，以及西班牙籍後衞捷西斯。
2023年1月14日，作客將軍澳運動場對香港U23、上半場中場波比及下半場中堅杜國瑜各入一球。二比一勝香港U23、在港超比賽首次取勝。
2023年1月17日，深水埗宣佈91號中鋒泰亞高轉投香港足球會。
2023年2月26日，深水埗主場對香港U23。上半場前鋒朱偉鈞6分鐘接應韓國外援沈云燮傳中球，轉化成為頭鎚入球，亦是加盟深水埗體育會足球隊首個入球，以1比零擊敗對手，成為升上港超首場主場勝利，同日在深水埗運動場籃球場舉行主場嘉年華，由中午12時至下午4時，主場入場人數有七百十一位觀眾，見證深水埗體育會足球隊歷史的一刻。
2023年5月7日，上午11時至下午4時，舉辦主場嘉年華，7人足球場舉行U隊賽事，籃球場舉行單位遊戲及各贊助商宣傳活動。更邀請本地啦啦隊及女團，賽前及中場助慶，閉幕戰下午3時至下午5時對港超球會東方體育會。因天雨關係，5月14日補賽，負零比四。
2023年5月8日，球季完结。中堅杜國榆轉投中國甲组足球聯賽球隊丹東騰躍。
2023年5月14日，主教練郭嘉諾宣佈離隊。5月31日，王子聰、黎格爾、捷西斯、史提芬、劉浩霖、周家樂、奧恩博、權宰憼及歐健希約滿離隊。
2023–24年球季
2023年6月，委任鄧冠妍擔任來季主教練及前港隊球員趙俊傑加入教練團，負責U16青年軍工作。6月30日宣佈簽入1.89米肯亞外援前鋒鄧嘉。7月1日宣佈簽入年青泰國外援後衛浦敏及泰國前鋒柏羅邦。7月2日正式宣佈簽入日籍中場外援小池晃廣。7月4日宣佈從傑志體育會外借年青中場球員張廣然。
2023年7月初，為加強菁英盃陣容，加入年青球員05後黃琛喆。
2023年8月，宣佈十場主場嘉年華細節，保留運動用品運動家贊助，並增加飲食公司贊助，有區內小店魚鈁贊助區隊主場嘉年華部份營運經費。
2023年10月8日，簽入三名外援，增強實力。來自韓國的球員宋柱浩加盟深水埗足球隊。32歲的宋柱浩司職後衞，職業生涯一直於韓國聯賽效力，上一個球季效力於韓國K2聯賽牙山木槿花。此外，來自塞爾維亞的孖生兄弟球員艾雲·馬高域及雲尼·馬高域加盟深水埗足球隊。29歲的艾雲·馬高域司職進攻中場或前鋒，職業生涯曾於瑞典、希臘、伊朗、韓國等聯賽效力，上一個球季效力於黑山甲組聯賽。同樣29歲的雲尼·馬高域司職防守中場，職業生涯曾於波蘭、葡萄牙、波斯尼亞、羅馬尼亞等聯賽效力，上一個球季效力於克羅地亞乙組聯賽。
2023年11月1日，管理層解僱主教練鄧冠研及助理教練陳銘剛，原因連續7場比賽輸。2023年11月17日聘請新任主教練陳浩然，助理教練黃梓豐，助理教練陳國治，保留守龍門教練潘廣德。
2024年1月20日，冬季轉會窗，簽入龍門梁興傑，左中場蘇沙、防守中場彭靖揚，中鋒基奥增強實力。

### 自降甲組（2024年一）
2024–25年球季
2024年6月中，合約滿離隊球員有，外援中場雲尼馬高域，艾雲馬高域，中場顔卓彬，前鋒張廣然，前鋒尼高拉斯，前鋒鄧子均。6月22日，球會宣告自降甲組，全部球員自由轉會。
2024年7月18日。龍門梁興傑轉投理文，龍門戴廷匡轉投大埔，右閘彭靖揚轉投大埔，韓國中堅宋柱浩轉投冠忠南區，防守中場顏卓彬回歸傑志，前鋒尼高拉斯轉投大埔。
24-25年球季。三百萬班費。繼續征戰甲組。2024年8月尾會公佈新一季球會陣容。
2024年，8月後衛波比轉投均業北區丶左閘梁星耀和中堅陳靜謙轉投南華丶防守中場黃琛喆轉投香港足球會丶前鋒蘇沙轉投中西區。外援中堅拿亞及中鋒鄧嘉離隊。龍門李溢晉解約。
2O24年9月初正式開操。由高俊基擔任主教練。球員名單包括：龍門姚柏希，龍門謝明熹，後衛劉家城，中堅陳卓光，中堅奧恩博，中堅嚴啟華，後衛諸榮祖，中場奧斯卡，中場黃獻中，中場陳曜然，前鋒泰亞高，前鋒黃天朗，前鋒黃靖揚，李澤軒，莊焯行，劉培華，蘇倬軒，黃竣謙。
2O25年3月21日深水埗陣容:王子謙，姚柏希，嚴啟華，劉家城，黃靖揚，潘曾，祖奧，賓納比亞，楊浩賢，赫尚寧，伍家揚，泰亞高，黃天朗，黃竣謙，蘇倬軒，劉培華，李澤軒，謝明熹，陳矅然，黃獻中，陳卓光，甄尉堯，諸榮祖，余健朗，彭靖揚。

## 球會榮譽
| 榮譽                  | 次數        | 年度         |
| 本 土 聯 賽           | 本 土 聯 賽 | 本 土 聯 賽  |
| --------------------- | ----------- | ------------ |
| 乙組聯賽（舊制） 冠軍 | 1           | 2010－2011年 |
| 丙組聯賽（舊制） 冠軍 | 1           | 2009－2010年 |

## 人員名單

### 管理層及職員名單
| 職 位            | 名 稱 及 國 籍 |
| ---------------- | -------------- |
| 管 理 層         |                |
| 會長：           | 陳東           |
| 主席：           | 盧永文         |
| 總經理：         | 陳梓彤         |
| 總經理：         | 蔡國愉         |
| 總經理：         | 李偉樂         |
| 領隊：           | 陳仲山         |
| 領隊：           | 侯俊斌         |
| 領隊：           | 陳少豪         |
| 領隊：           | 謝國亨         |
| 副領隊：         | 鄔智銘         |
| 教 練 團         |                |
| 主教練：         | 高俊基         |
| 助教：           | 香港           |
| 助教：           | 香港           |
| 物理治療師：     | 梁學軒         |
| 守門員教練：     | 香港           |
| 體能教練：       | 香港           |
| U18教練：        | 香港           |
| 五人足球隊教練： | 香港           |

### 球員名單（2024-2025球季）
| 球員註冊類別 | 球員註冊類別     |
| ------------ | ---------------- |
|              | 外援             |
|              | 多重國籍本地球員 |
|              | U-22青年球員     |

| 號碼   | 國籍   | 球員名字                                   | 出生日期       | 加盟年份 | 前屬球會 | 球員註冊身份 | 備註   |
| 守門員 | 守門員 | 守門員                                     | 守門員         | 守門員   | 守門員   | 守門員       | 守門員 |
| 後衛   | 後衛   | 後衛                                       | 後衛           | 後衛     | 後衛     | 後衛         | 後衛   |
| ------ | ------ | ------------------------------------------ | -------------- | -------- | -------- | ------------ | ------ |
| 4      | 香港   | 劉家城（Lau Ka Shing）                     | 2002年4月16日  | 2023年   | 駿達     |              |        |
| 7      | 蒙古国 | 奧恩博（Oyuntuya Oyunbold）                | 2001年11月11日 | 2024年   | 黃大仙   | 外援         | 新加盟 |
| 11     | 香港   | 黃靖揚（Wong Ching Yeung Timothy, "Titi"） | 2001年10月2日  | 2021年   | AFD托雷  |              |        |
| 中場   |        |                                            |                |          |          |              |        |
| 8      | 香港   | 奧斯卡（Oscar Junior Benavides Medeiros）  | 2000年1月10日  | 2023年   | 黃大仙   |              |        |
| 前鋒   |        |                                            |                |          |          |              |        |
| 91     | 香港   | 泰亞高（Thiago Lima da Silva）             | 1991年11月22日 | 2024年   | 港會     |              | 新加盟 |

### 離隊球員（2024-2025球季）
| 國籍                       | 球員名字                                         | 出生日期       | 位置       | 加盟球會           |            |
| 夏季轉會窗                 | 夏季轉會窗                                       | 夏季轉會窗     | 夏季轉會窗 | 夏季轉會窗         | 夏季轉會窗 |
| -------------------------- | ------------------------------------------------ | -------------- | ---------- | ------------------ | ---------- |
| 香港                       | 梁興傑（Leung Hing Kit, "09"）                   | 1989年10月22日 | 門將       | 理文               |            |
| 香港                       | 李溢晉（Li Yat Chun, "Edward"）                  | 1995年12月8日  | 門將       | 港會               |            |
| 乌克兰                     | 奧力斯（Oleksiy Shlyakotin）                     | 1989年9月2日   | 門將       | 標準流浪           |            |
| 香港                       | 戴廷匡（Tai Ting Hong）                          | 2003年3月22日  | 門將       | 大埔               |            |
| 香港                       | 楊學敏（Yeung "Hok-Man" Herman）                 | 2004年1月23日  | 後衛       | 大埔               |            |
| 香港                       | 彭靖揚（Pang Ching Yeung Jethro）                | 1998年2月5日   | 中場       | 大埔               |            |
| 香港                       | 張志昊（Chang Chi ho, "Horace"）                 | 2003年11月11日 | 中場       | 大埔               |            |
| 香港                       | 尼高拉斯（Nicholas Benavides Medeiros, "Nicko"） | 2001年11月5日  | 前鋒       | 大埔               |            |
| 大韩民国                   | 宋柱浩（Song Juho, "Elren"）                     | 1991年3月20日  | 後衛       | 冠忠南區           |            |
| 香港                       | 波比（"Bobby" Kiranbir Singh）                   | 1998年9月27日  | 後衛       | 均業北區           |            |
| 香港                       | 黃琛喆（Wong Sum Chit Sherman）                  | 2005年2月28日  | 中場       | 港會               |            |
| 中国                       | 陳灝（Chen Hao）                                 | 2002年1月11日  | 前鋒       | 港會               |            |
| 香港                       | 陳靜謙（Chan Matthew Ching Him）                 | 1998年4月18日  | 後衛       | 南華               |            |
| 香港                       | 梁星耀（Leung Sing Yiu）                         | 1995年11月5日  | 中場       | 南華               |            |
| 香港                       | 顏卓彬（Ngan Cheuk Pan）                         | 1998年1月22日  | 中場       | 傑志               |            |
| 香港                       | 張廣然（Chang Kwong Yin）                        | 2002年2月24日  | 前鋒       | 標準流浪           |            |
| 香港                       | 蘇沙（Wellingsson de Souza）                     | 1989年9月7日   | 前鋒       | 中西區             |            |
| 香港                       | 鄧子均（Tang Tsz Kwan）                          | 1998年11月22日 | 前鋒       | GD Artilheiros     |            |
| 肯尼亚                     | 鄧嘉（Ismael Salim Dunga）                       | 1993年2月24日  | 前鋒       | RANS Nusantara FC  |            |
| 塞尔维亚                   | 雲尼馬高域（Vanja Marković）                     | 1994年6月20日  | 中場       |                    |            |
| 塞尔维亚                   | 艾雲馬高域（Ivan Marković）                      | 1994年6月20日  | 中場       | FK Trayal Kruševac |            |
| 日本                       | 小田倉康太（Kota Odakura）                       | 1995年10月30日 | 中場       | VV Katwijk         |            |
| 印度尼西亚                 | 林保（Jhonattan Gillies Limbu）                  | 2005年10月28日 | 前鋒       | 晉峰               |            |
| 挪威                       | 拿亞（Narh, Nii Noye Kodjo Samuel Nyarko）       | 1994年12月19日 | 後衛       | 東方               |            |
| 香港                       | 梁羿童（Liang Ngai Tung, "Tony"）                | 2005年4月17日  | 後衛       |                    |            |
| 香港                       | 利焯楠（Lee Cheuk Nam）                          | 2007年12月19日 | 後衛       |                    |            |
| 香港                       | 基奧（Paul Olivier Ngue）                        | 1988年2月2日   | 前鋒       |                    |            |
| 非轉會窗時期(夏季轉會窗後) |                                                  |                |            |                    |            |
| 冬季轉會窗                 |                                                  |                |            |                    |            |
| 非轉會窗時期(冬季轉會窗後) |                                                  |                |            |                    |            |

## 曾效力球員

### 本地球員
| 陳家麒 | 陳肇鈞 | 方栢倫 | 馮慶燁 | 馮凱文 | 洪政業 | 林景成   |
| 林毅東 | 林穎聰 | 劉卓軒 | 劉家銘 | 李家豪 | 李嘉耀 | 梁冠聰   |
| 羅港威 | 羅敏聰 | 吳國熙 | 魏博強 | 潘耀焯 | 屠俊翹 | 尼高拉斯 |
| 曾子聰 | 黃威   | 甄梓謙 | 羅俊仁 | 郭逸謙 | 嚴啟華 | 石子峰   |
| 黃駿軒 | 許嘉樂 | 李溢晉 | 利焯楠 | 基奧   | 梁興傑 | 蘇沙     |

### 外援球員
| 伊雲斯   | 法蘭度   | 尼高   | 杜拉格斯   | 列卡度     | 卡美路 |        |
| 安達     | 泰亞高   | 般尼   | 衛商立     | 陈灏       |        |        |
| 權宰憼   | 沈云燮   | 宋柱浩 | 小池晃廣   | 小田倉康太 | 林永志 | 奧恩博 |
| 簡紹威   | 浦敏     | 柏羅邦 | 歐保喬     | 鄧嘉       |        |        |
| 干沙利斯 | 李安納度 | 捷西斯 | 雲尼馬高域 | 艾雲馬高域 | 奧力斯 | 拿亞   |

## 外部連結
- 深水埗體育會足球隊的Facebook專頁
- 深水埗體育會足球隊的Instagram帳戶
- 中國香港足球總會網頁球會資料 （页面存档备份，存于）